# Conservadorismo na Turquia

Ahmed Esad Pasha, político conservador durante a era Tanzimat.

O conservadorismo na Turquia é uma variante nacional do conservadorismo na Turquia refletida nas agendas de muitos dos partidos políticos do país, mais notavelmente o Partido da Justiça e Desenvolvimento, que descreve sua ideologia predominante como democracia conservadora. Elementos do conservadorismo turco também se refletem na maioria dos partidos situados na direita política, incluindo o Partido de Ação Nacionalista. Na Turquia, é muitas vezes referido como Türk tipi muhafazakârlık (conservadorismo de estilo turco).

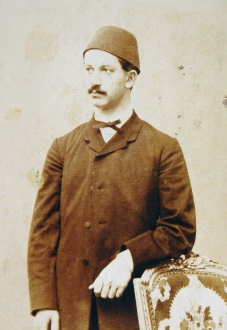
Ahmed Kemaleddin, um dos primeiros seguidores do conservadorismo turco.

O conservadorismo turco é distinto do conservadorismo em outros países, pois está predominantemente em desacordo com a estrutura estatal estabelecida, tendendo a ser crítico dos princípios fundadores da República Turca, enquanto a maioria das formas de conservadorismo em outros lugares tendem a endossar os valores principais do estado. Ideais predominantemente em desacordo com os conservadores, como o secularismo, estatismo, o populismo e a existência de um estado social estão consagrados na Constituição da Turquia. O conservadorismo turco é rivalizado principalmente pelo Kemalismo, baseado na ideologia do presidente fundador da Turquia, Mustafa Kemal Atatürk, que trouxe várias reformas sociais influenciadas por uma agenda progressista pró-ocidente após o colapso do conservador Império Otomano.No entanto, o Kemalismo também foi descrito como uma forma de conservadorismo nacional, pois endossa e salvaguarda as tradições estabelecidas do estado turco.
O conservadorismo na Turquia tende a ser inspirado e fortemente influenciado pelo islã político, com valores conservadores decorrentes de ordens locais, tariqas e tradições de aldeias. O conservadorismo turco, portanto, tende a ser mais socialmente conservador, religioso e a favor de uma mais forte liderança centralizada, sendo muitas vezes caracterizado como autoritário por críticos. Os conservadores turcos também tendem a mostrar maior aprovação ao retorno da cultura otomana em oposição à cultura e valores de inspiração ocidental originários da era da República.
Pesquisas recentes mostram continuamente que o conservadorismo na Turquia goza de forte apoio político, predominantemente na região central da Anatólia e nas áreas rurais, onde as tradições das aldeias e locais permanecem rigorosamente aplicadas. Em 2012, apenas 8,6% dos turcos se descreveram como 'totalmente não conservadores', em oposição a 12,6% em 2006. Uma pesquisa da Universidade de Kadir Has mostrou que 39,2% dos turcos se descreveram como conservadores em 2013, caindo para 20,7%. descrevendo-se como conservadores em 2015.

## Lista de partidos políticos conservadores da Turquia

### Atuais
- Partido da Justiça e Desenvolvimento
- Partido do Movimento Nacionalista
- Partido da Grande Unidade
- Partido da Felicidade
- Partido İyi
- Partido Democrático
- Partido do Futuro
- Partido da Democracia e Progresso
- Partido da Pátria
- Partido do Verdadeiro Caminho
- Partido da Nação
- Partido da Pátria
- Partido da Causa Livre